# Malorix en Verritus
Malorix en Verritus waren twee Friese vorsten in de eerste eeuw na Christus. Hun optreden is gedocumenteerd door Tacitus in zijn Annales. 
In het jaar 58 vestigden zich Friezen op braakliggende gronden aan de Rijnoever. De grond behoorde, volgens de afspraken zoals geformuleerd door Corbulo na de opstand van de Friezen in 28, toe aan het Romeinse Rijk. De Friezen beginnen de grond te bewerken en te bebouwen ' alsof het hun erfdeel is ', schrijft Tacitus. Als het zaaigoed al in de grond zit sommeren de Romeinen de Friezen het gebied te verlaten. Daarop besluiten Mallorix en Verritus naar Rome te reizen om hun zaak bij de Romeinse keizer, Nero, te bepleiten.  
Rome had in de keizertijd zo'n miljoen inwoners, die boven op elkaar woonden in villa's en flatgebouwen. In het hele gebied van de Rijndelta, waar de twee vorsten vandaan kwamen, woonden alles bij elkaar misschien enkele tienduizenden mensen, in dorpjes, hutten en hoeven die ver uit elkaar lagen. De Romeinen hadden er tien jaar eerder het legerkampje Traiectum opgetrokken op de plaats waar later Utrecht zou ontstaan, er was het grote kamp Noviomagus (het latere Nijmegen) waar tussen de 3000 en de 5000 mensen gewoond kunnen hebben. Dan was er nog een nederzetting aan de Maas die uit zou groeien tot het huidige Maastricht. Nauwelijks iets wat op een stad leek. De aanblik van Rome moet voor Malorix en Verritus dus gewoonweg verpletterend zijn geweest. 
Keizer Nero had het te druk om de Friezen meteen te ontvangen en dus kregen ze een rondleiding langs de bezienswaardigheden die men aan barbaren pleegde te tonen om hen een idee te geven van de grootsheid van het Romeinse volk. Zo kwamen ze  bij het theater van Pompeius. Tacitus schrijft dat zij het bezoek aan het theater deftig gekleedde gezanten van andere volkeren op de deftige senaatsbanken zagen zitten. Volgens Suetonius, die het verhaal ook kent, waren dit gezanten van de Parthen en Armeniërs. De beide noorderlingen stoorden zich volgens hem eraan dat zij bij het gewone volk moesten plaatsnemen. Tacitus vertelt: 
Terwijl zij daar ronddrentelden (want de spelen vielen bij hen door hun onbekendheid ermee niet in de smaak) en informeerden naar dit publiek in het theater, naar de rangen voor de verschillende standen, waar de ridders, waar de senaat hun plaatsen hadden, merkten zij dat er wat mensen in uitheemse kleding op de zitplaatsen van de senatoren zaten. En toen zij nadrukkelijk vroegen wat dat voor mensen waren en te horen gekregen hadden dat deze eer bewezen werd aan de gezanten van die volken die uitmuntten in moed en vriendschap met de Romeinen, riepen zij uit dat geen sterveling boven de Germanen uitstak in wapengeweld of trouw en zij liepen naar beneden en namen plaats tussen de senatoren. Dit is vriendelijk opgevat door de toeschouwers, bij wijze van opwelling van ouderwetse spontaneïteit en als voortkomend uit edele wedijver.
Keizer Nero moet evenveel schik in Malorix en Verritus hebben gehad als het publiek. Hij verleende hun namelijk het Romeins burgerrecht. Maar intussen moest hun stam wel de Rijnoever verlaten. De diplomatieke onderneming van de twee vorsten had hen dus niet geholpen. De koningen en hun volk weigerden echter nog steeds het gebied te verlaten. Enige tijd later werden ze verjaagd door een ruiteraanval van door Tacitus niet nader aangeduide 'Romeinse bondgenoten'. Wie zich verzette werd gevangengenomen of gedood.  